# Monumento a la Humanidad
Monumento a la Humanidad (en turco: İnsanlık Anıtı, en armenio: Մարդկության հուշարձան) fue una estatua casi terminada en Kars, Turquía. Creado por el artista turco Mehmet Aksoy, el monumento de 30 m (98,4 pies) de altura se encontraba en lo alto de Kazıktepe, frente al antiguo castillo de Kars. Visible desde la vecina Armenia, la estatua representaba dos mitades de un hombre, cada una alcanzando la mano del otro. El monumento fue demolido en abril de 2011, solo unos meses después de haber sido criticado por el entonces primer ministro Recep Tayyip Erdoğan como un "bicho raro" o "monstruosidad".

## Fondo
La estatua fue encargada por el municipio de Kars como un gesto de reconciliación en las relaciones entre Armenia y Turquía tras los Protocolos de Zúrich, un acuerdo de 2009 para establecer el reconocimiento diplomático formal entre los dos países. El entonces alcalde de Kars, Naif Alibeyoglu, se refirió a la estatua como "su sueño", que ayudaría a unir a los "hermanos y hermanas" de ambas naciones.
Sin embargo, la estatua también fue criticada porque fue erigida sin ninguna consulta con la comunidad armenia y representaba una imposición unilateral en lugar de una "reconciliación". Egemen Özbek escribió:

el uso de la categoría general "humanidad" oscurece las diferencias culturales y políticas cruciales entre los grupos étnico-religiosos, y la diferencia en la responsabilidad y los beneficios del genocidio armenio... un proyecto conmemorativo que no se involucra con preguntas de responsabilidad histórica, reconocimiento y justicia corre el riesgo de eternizar el statu quo posterior al genocidio que favorece la posición turca y reproduce una asimetría de poder, sin reconocer los errores históricos cometidos contra los armenios.

## Demolición
El primer ministro turco, Recep Tayyip Erdoğan, describió el monumento como un "bicho raro" o una "monstruosidad" durante una visita a Kars el 8 de enero de 2011. A pesar de las protestas, la autoridad de la ciudad decidió retirar la estatua.
El 26 de abril de 2011, comenzó la demolición con el desmontaje de las dos cabezas de la escultura, que fuentes armenias consideraron efectivamente una decapitación. El escultor, Mehmet Aksoy, también dijo: "Sentí como si mis hijos estuvieran siendo decapitados". Un comunicado oficial de la empresa de demolición indicó: “Para poder desmantelarlo, primero se cortará la cabeza y se derribará con la ayuda de una grúa. Luego, en los siguientes diez días, la estatua será desmembrada en 20 pedazos.” La demolición se completó el 14 de junio de 2011.
Si bien Erdoğan insistió en que se trataba simplemente de una cuestión de estética, los observadores internacionales creían que la demolición era un intento de apelar al sentimiento nacionalista antes de las elecciones generales de 2011, coincidiendo con Aksoy, quien dijo que Erdogan estaba "maniobrando para consolidar su base reaccionaria en el período previo a las elecciones”, y que “se embolsó el voto de los azeríes locales”, quienes denunciaron tenderle la mano a Armenia.

## Secuelas
Como respuesta a los comentarios de Erdogan, Aksoy presentó una demanda contra Erdogan por insultarlo. El abogado de Erdogan afirmó que era una crítica en lugar de un insulto, pero el 3 de marzo de 2015, un tribunal de Estambul multó a Erdogan con 10.000 liras turcas por el insulto, un fallo que el comentarista opositor Sibel Hürtaş denominó "un movimiento refrescante del poder judicial turco". Aksoy anunció que gastaría el dinero en una fiesta del día de Nouruz con sus amigos, dirigiendo así el dinero haram (árabe para "inmoral") a su propósito haram. En julio de 2019, la Corte Constitucional dictaminó que su demolición violó la libertad de expresión de Aksoy y que debía ser indemnizado.